# 敵対的メディア認知
敵対的メディア認知（てきたいてきメディアにんち）とは、メディア論の分野における心理学用語であり、「メディアが自分とは反対側の陣営にとって有利な方向に歪んでいる」と認知する傾向を指す言葉である。

## 概説
ロバート・ヴァローネらによる、サブラー・シャティーラ事件についての実際のニュース映像を用いた実験を行ったところ、同一の映像を親アラブの実験参加者はイスラエル寄り、親イスラエルの参加者はアラブ寄りと評価していた。この評価は「人々が描く公平・客観的な報道の像が自陣営に有利な形に歪んでいる」と「報道内容のうち自陣営に対してネガティブな情報を優先的に知覚・記憶する」という2つのメカニズムによってもたらされるものとされる。またこの認知の歪みは、事件についてより詳しい情報をもつ人において、より顕著であるということも明らかになった。
政治学におけるマスメディアの研究成果では、マスメディアはある程度の中立性をもっており、有権者に対する影響は限定的である。しかし、「マスメディアが世論を操作する」といった言説は多く見られる。これは敵対的メディア認知と第三者効果によるものとされる。